# José Eriberto
José Eriberto Medeiros Rodrigues (Natal, 15 de abril de 1984) é um ciclista brasileiro, que atualmente (2014) compete pela equipe Ironage - Colner.
É o vencedor da Volta Ciclística de São Paulo de 2011. Nesse ano, também foi o vencedor do Ranking Brasileiro de Ciclismo de Estrada.

## Principais resultados
2008
1º - Copa Promoson
10º - Classificação Geral da Volta Ciclística de São Paulo
4º - Ranking Brasileiro de Ciclismo de Estrada
2009
1º - GP Aniversario Federação Mata Grosso do Sul
5º - Classificação Geral da Volta do Paraná
2010
8º - Classificação Geral do Tour de Santa Catarina
1º - Etapa 1
1º - Prova Ciclística Governador Dix-Sept Rosado
1º - 100 km de Brasília
2011
4º - Copa América de Ciclismo
10º - Classificação Geral do Giro do Interior São Paulo
3º - Prólogo (CRI)
4º - GP São Paulo
2º - Classificação Geral da Volta de Gravataí
1º - Etapa 3
1º  Classificação Geral da Volta Ciclística de São Paulo
1º - Etapa 2
2º - Copa Recife Speed Bike
1º - Ranking Brasileiro de Ciclismo de Estrada
2012
5º - Classificação Geral da Rutas de América
1º - Etapa 3 da Volta de Pernambuco
2013
1º - Barcellos Ciclismo de Estrada
2014
1º - Etapa 6 da Volta Ciclística de São Paulo